# Resolució 1719 del Consell de Seguretat de les Nacions Unides
La Resolució 1719 del Consell de Seguretat de les Nacions Unides fou adoptada per unanimitat el 25 d'octubre de 2006. Després de recordar resolucions sobre la situació a Burundi, incloses les resolucions 1545 (2004), 1577 (2004), 1602 (2005), 1606 (2005), 1650 (2005) i 1692 (2006), el Consell va establir l'Oficina Integrada de les Nacions Unides a Burundi (BINUB) per un període inicial d'un any per ajudar a la pau i l'estabilitat a llarg termini del país.

## Resolució

### Observacions
El Consell va donar la benvinguda a la signatura d'un acord entre el Govern de Burundi i el Palipehutu el 7 de setembre de 2006 i va retre homenatge a Tanzània, Sud Àfrica i Uganda pels seus esforços en el procés de pau de Burundi. Hi havis inquietud sobre els informes d'un cop militar i la detenció de diverses figures polítiques. Tots els partits polítics del país van demanar mantenir el diàleg.
Es va cridar a les autoritats de Burundi per promoure la bona governança i afrontar corrupció política.

### Actes
La resolució 1719 va demanar al Secretari General de les Nacions Unides Kofi Annan establir el BINUB a partir de l'1 de gener de 2007 per un període inicial de dotze mesos. Es va demanar que se centrés en els següents aspectes: la consolidació de la pau i la governança democràtica; desarmament, desmobilització i reintegració i reforma del sector de la seguretat; posar fi a la impunitat i promoure i protegir els drets humans; enfortir la cooperació amb els donants; i tenint en compte les consideracions de gènere. També era important que la BINUB cooperés amb la Missió de les Nacions Unides a la República Democràtica del Congo (MONUC) .
El Consell va reiterar la responsabilitat principal de les autoritats de Burundi pel que fa a la pau i l'estabilitat a llarg termini del país i per a la consolidació de la pau. Es va instar també el Govern perquè continués reformes i establís els mecanismes a què es refereix la resolució 1606.
Mentrestant, el Consell va expressar la seva preocupació per les violacions deld drets humans a Burundi i va instar les autoritats a investigar aquests informes. Tant el govern com Palipehutu van ser convocats a implementar el seu acord d'alto el foc.
Finalment, el secretari general havia de mantenir informat el Consell sobre els esdeveniments.